# Rise Up
A Rise Up (magyarul: Kelj fel!) egy dal, amely Görögországot képviselte a 2014-es Eurovíziós Dalfesztiválon. A dalt a görög Freaky Fortune duó és RiskyKidd adta elő angol nyelven Koppenhágában.
A dal a 2014. március 11-én rendezett görög nemzeti döntőben, az Eurosong 2014 – a MAD show-ban nyerte el az indulás jogát, ahol a zsűri és a nézői szavazatok együttese alakította ki a végeredményt. A négyfős versenyben mind a zsűrinél, mind a közönségnél első lett, így 36,83 ponttal megnyerte a válogatót.
A dalt Koppenhágában először a május 8-i második elődöntőben adták elő, fellépési sorrendben tizenharmadikként a svájci Sebalter Hunter of Stars című dala után, és a szlovén Tinkara Kovač Round and Round című dala előtt. A szavazás során 74 pontot szerzett, ami a 7. helyet jelentette – ez elegendő volt a döntőbe jutáshoz.
A május 10-én rendezett döntőben fellépési sorrendben tizedikként adták elő lengyel Donatan és Cleo My Słowianie című dala után, az osztrák Conchita Wurst Rise Like a Phoenix című dala előtt. A szavazás során 35 ponttal a 20. helyen végzett.
A produkcióban a Freaky Fortune és RiskyKidd mellett részt vett egy egy akrobata is, aki egy trambulinon mutatott be trükköket.

## Külső hivatkozások
- Dalszöveg
- A Rise Up című dal videóklipje
- A Rise Up című dal előadása a görög nemzeti döntőben
- A dal első próbája a koppenhágai arénában
- A dal második próbája a koppenhágai arénában
- A dal előadása az Eurovíziós Dalfesztivál második elődöntőjében